# Riccardia prehensilis
Riccardia prehensilis là một loài rêu trong họ Aneuraceae. Loài này được Hook. f. & Taylor C. Massal. mô tả khoa học đầu tiên năm 1885.